# La Murallita
La Murallita är en ort i Mexiko.   Den ligger i kommunen Huajicori och delstaten Nayarit, i den centrala delen av landet, 700 km nordväst om huvudstaden Mexico City. La Murallita ligger 1 470 meter över havet och antalet invånare är 112.
Terrängen runt La Murallita är kuperad åt sydväst, men åt nordost är den bergig. Runt La Murallita är det mycket glesbefolkat, med 3 invånare per kvadratkilometer. Närmaste större samhälle är El Arrayán, 18,7 km väster om La Murallita. I omgivningarna runt La Murallita växer huvudsakligen savannskog.